# 恍如陌路
《恍如陌路》 是保加利亞女歌手安茱莉亞·提奧多亞於2006年发布的歌曲，也是她首支派台作品，收錄自2008年3月17日發行的首張大碟《Ogan v kravta》中 。由Ludmil Ilarionov-Lusi，Marieta Angelova，Boris Pavlov作曲、填詞、編曲和監製，成為2006年保加利亞Top 10歌曲。

## 音樂錄影帶簡介
該視頻於七月底在布納河和巴爾奇克宮拍攝，導演為Lucy Illarionov，化妝和髮型為Cyril Chalakov 。